# Ellen Bontje
Pour les articles homonymes, voir Bontje.
Petronella Theodora Maria "Ellen" Bontje, née le 11 juin 1958 à Hilversum, est une cavalière de dressage néerlandaise.
Elle dispute les Jeux olympiques d'été de 1988, 1992 et 2000, remportant la médaille d'argent en dressage par équipe en 1992 et en 2000.
Elle est aussi médaillée d'argent aux Championnats du monde de dressage en 1994 et 1998, médaillée d'argent par équipe aux Championnats d'Europe de dressage 1995, 1997, 1999 et 2001 et médaillée de bronze par équipe aux Championnats d'Europe de dressage en 1991.